# Bersa Thunder 9
A Thunder 9 é uma pistola semiautomática de tamanho completo fabricada pela Bersa na fábrica de Ramos Mejía, na Argentina. Também é vendida sob o nome Firestorm ou FS 9.
Derivadas em outros calibres incluem a Thunder 40 e a Thunder 45.

## História do desenvolvimento
Esta pistola é uma evolução da Modelo 90, a primeira pistola 9mm Luger de tamanho completo fabricada pela empresa argentina e lançada em 1989. Em 1994, quando toda a linha de produção de pistolas Bersa foi renomeada como "Thunder", a Modelo 90 foi modificada com melhores funcionalidades e posicionamento do grupo de controle de fogo, cano, mira aprimorada, melhor ergonomia, peso mais leve e maior capacidade do carregador. Tornou-se então a oferta em tamanho completo da linha de modelos Thunder.

## Projeto

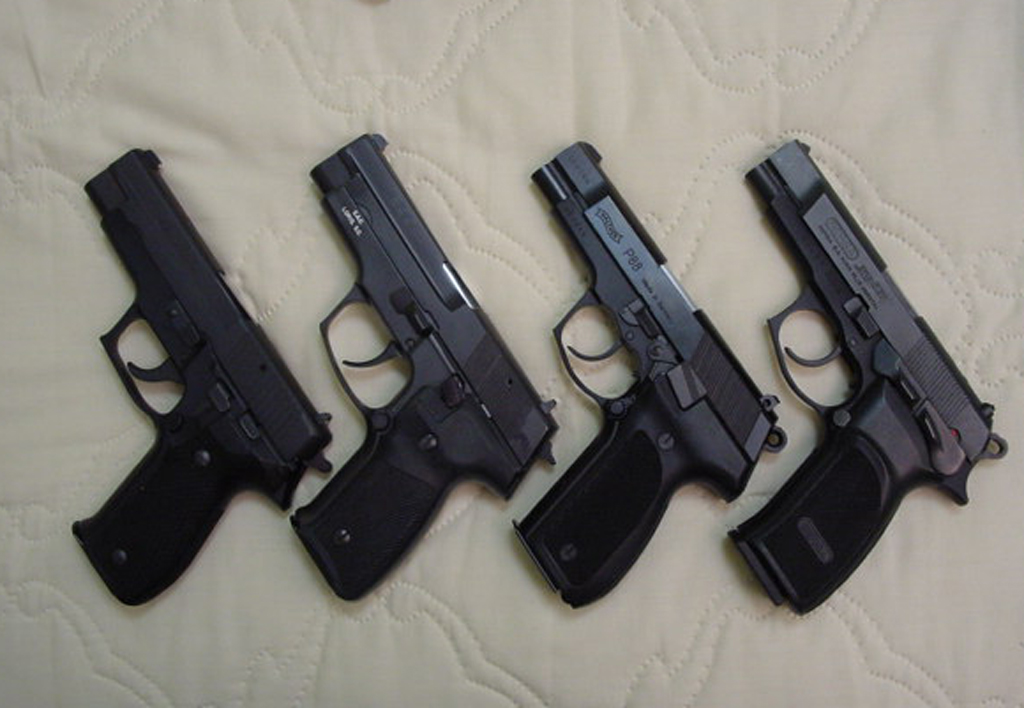
Comparação (da esquerda para a direita) SIG Sauer P226, TZ 99 (CZ 99), Walther P88, Bersa Thunder 9

A Thunder 9 tem pouco em comum com as outras armas da linha de produtos da empresa. Enquanto as Thunder menores são pistolas de blowback semelhantes à Walther PPK, a Thunder 9 é uma pistola de tamanho completo e de recuo curto para lidar com a maior pressão do cartucho 9 mm Parabellum. A arma tem alguma semelhança com a pistola Walther P88.
A corrediça e o cano são de aço de alta resistência e a estrutura é de liga de alumínio. Os acabamentos disponíveis são preto fosco, níquel e dois tons com slide com acabamento em níquel e moldura preta acetinada. Todos os estilos de acabamento disponíveis são anti-reflexos. Os punhos de polímero são integrados no estilo "envolvente". O gatilho tem ação dupla no primeiro tiro e ação única depois. O carregador é de bifilar e a corrediça permanece aberta após o último tiro ser disparado. O botão de liberação do carregador pode ser revertido para atiradores canhotos e possui um indicador de "cartucho na câmara". É uma das armas semiautomáticas mais fáceis, se não a mais fácil, para limpeza.
A pistola possui trava de segurança ambidestra, decocker acionado pela alavanca de segurança, mira enfatizada, guarda-mato de combate, ranhura de montagem de acessório integrada na armação (adicionada após o ano 2000, na versão Pro, para Professional), bloco de percussor; a pistola não disparará a menos que o gatilho seja pressionado totalmente para trás, protegendo contra quedas acidentais.

## Variantes
Da Thunder 9 original, muitas outras versões foram introduzidas posteriormente.

### Calibres
O número após o nome "Thunder" identifica o cartucho disparado. Elas são chamadas de Thunder 9, Thunder 40 e Thunder 45 para os cartuchos 9mm Luger, .40 S&W e .45 ACP, respectivamente. A Thunder 9 e a Thunder 45 Ultra Compact têm classificação +P.

### Versões compactas
As versões compactas das pistolas de tamanho completo Bersa Thunder foram introduzidas no final da década de 1990. Inicialmente o nome era "Mini Thunder" posteriormente alterado para "Thunder Ultra Compact". Os compartimentos disponíveis são 9mm Parabellum, .40 S&W e .45 ACP. A versão .45 não está disponível em pistola de tamanho completo. O comprimento do cano foi reduzido para 3,25 polegadas (3,6 para o calibre .45 ACP).
O Thunder Ultra Compact possui uma chave de segurança para ativar um sistema de trava de segurança localizado no lado esquerdo da estrutura sob a alavanca de desmontagem, na posição travada o cão não pode ser armado, o gatilho não funciona em dupla ação, a corrediça não funciona e a arma não pode ser desmontada. Cada pistola possui uma chave individual.

## Competições de tiro
As pistolas de tamanho completo Bersa Thunder venceram diversas partidas IPSC e são sempre muito competitivas seja com o Team Bersa oficial ou nas mãos de atiradores particulares.

## Operadores
- Argentina[2]
  - Polícia Federal Argentina
  - Polícia da Cidade de Buenos Aires
  - Polícia Provincial de Buenos Aires
  - Polícia Provincial de Santa Fe
  - Aplicação da lei na Argentina
- Bangladesh[3]
  - Exército de Bangladesh: Comprou 10.000 em 2017.
  - Guardas de Fronteira de Bangladesh
- República Dominicana
- Nicarágua